# Iulia Zaremba
Iulia Zaremba (în ucraineană Юлія Заремба; n. 12 ianuarie 1988, în Brovarî) este o handbalistă din Ucraina care a jucat pentru clubul românesc CS Minaur Baia Mare pe postul de intermediar dreapta, până în vara lui 2018.

## Biografie
Zaremba a început să joace handbal la clubul kievean „Spartak”, unde a rămas până în 2011, când s-a transferat la Podatkova Universitet. În 2012, ea s-a mutat în România, fiind adusă la HC Danubius Galați, împreună cu colegele sale Iaroslava Burlacenko și Irina Glibko, de antrenoarea Alexandrina Soare.
La sfârșitul sezonului 2012-2013, în urma problemelor financiare ale clubului din Galați, Zaremba s-a transferat la CSM București, unde a rămas timp de doi ani. La sfârșitul sezonului 2014-2015, deoarece CSM București dorea să construiască o echipă pentru Liga Campionilor, Iulia Zaremba a semnat cu Rapid București, care tocmai promovase în Liga Națională.
Handbalista a jucat la Rapid doar în turul sezonului 2015-2016. Ea a încercat să se transfere la HCM Roman la începutul returului, dar n-a ajuns la o înțelegere cu echipa din Roman. În vara anului 2016, Zaremba a semnat un contract cu SCM Craiova.
Iulia Zaremba a fost convocată la echipa națională a Ucrainei în 2011, la meciurile de baraj pentru Campionatul Mondial, dar Ucraina nu s-a calificat, fiind învinsă de Islanda.

## Viața personală
Iulia Zaremba este considerată una din cele mai frumoase handbaliste din Liga Națională. Întrebată, în august 2014, dacă ar interesa-o o carieră în lumea modei, Zaremba a negat, declarând că este prea timidă.